# Onthophagus enuguensis
Onthophagus enuguensis là một loài bọ cánh cứng trong họ Bọ hung (Scarabaeidae).